# Pterogonia nerissa
Pterogonia nerissa är en fjärilsart som beskrevs av Swinhoe 1902. Pterogonia nerissa ingår i släktet Pterogonia och familjen trågspinnare. Inga underarter finns listade.